# Осиновяване
Осиновяването е правен акт, чрез който между две лица се създава връзка родител–дете. Това е юридическият път, по който тези две лица се свързват както по произход. Тази първична връзка се разклонява в система от родствени връзки, чийто обем зависи от вида осиновяване – пълно или непълно. Осиновяването не е нито договор, нито сделка; това е специфичен правен способ за създаване на отношения, равни по последиците си на кръвните отношения. В българското право материята се урежда със Семейния кодекс. Това е хуманен институт на правото, с голямо емоционално и обществено значение. Осиновяването едновременно осигурява родителска грижа и семейна среда за отглеждане на детето и удовлетворява естествения стремеж на човека към майчинство и бащинство.

## Видове осиновяване
Според чл.61, ал.2 от Семейния кодекс пълно осиновяване е налице, когато „между осиновявания и неговите низходящи, от една страна, и осиновителя и неговите роднини – от друга страна, възникват права и задължения както между роднини по произход, а правата и задълженията между осиновения и неговите низходящи с роднините им по произход се прекратяват“. От текста в закона става ясно, че след акта на пълно осиновяване родител на детето става осиновителят, а биологическите родители (ако са известни) се заличават от регистрите. На детето се издава нов Акт за раждане, в който за родител се вписва осиновителят. Съпругът/съпругата на осиновителя не става родител на осиновеното дете, независимо, че се изиска неговото съгласие за осиновяването. Последният става втора майка (респ. втори баща) на осиновеното дете и между тях възниква връзка на сватовство от първа степен.
Непълно осиновяване е налице, когато възникват роднински отношения по произход между осиновителя от една страна и осиновения и неговите низходящи от друга, но осиновеният запазва връзката си с рождените си родители, не се създава нов акт за раждане, а само се отбелязва осиновяването, като се вписват и имената на осиновителя. Разликата с пълното осиновяване е, че рождените родители не наследяват осиновения, а роднините на осиновителя нямат права и задължения към осиновения.

## Условия за осиновяване
- Възраст: Не може да бъде осиновявано лице, което е навършило 18 години. Минималната разлика между осиновен и осиновител трябва да бъде 15 години. Изключение на това правило се допуска, когато един от съпрузите осиновява рождено дете на другия съпруг.

- Забрана за двойно осиновяване: Не се допуска едновременно осиновяване от две лица, освен ако те не са съпрузи.

- Забрана за осиновяване между роднини: Забранено е осиновяването между роднини по права линия, както и между братя и сестри. От това правило се допуска изключение, когато баба или дядо могат да осиновят свой внук, но само ако внука е роден извън брак или когато са починали единият или двамата родители.

- Съгласие за осиновяване: За да се пристъпи към осиновяване трябва да се получи съгласието на значителен кръг от лица. Сред тях са осиновяващият, осиновяваният (ако е навършил 14 години, като изслушването му се провежда по правилата на Закона за закрила на детето), родителите на осиновявания (ако са известни), съпрузите и на осиновяващия и на осиновявания. Законът поставя условие съгласието на майката на осиновявания да е дадено най-малко 30 дни след раждането – чл.89 ал.2 от СК, което е израз на родителските ѝ права и засяга моралните страни на въпроса.